# Бож
Бож или Боз (? - 376) био је владар словенских Анта.